# Чемпионат мира по шорт-треку 2007
Чемпионат мира по шорт-треку 2007 года проходил 9—11 марта в Милане (Италия).

## Общий медальный зачёт
| Место | Страна           | Золото | Серебро | Бронза | Всего |
| ----- | ---------------- | ------ | ------- | ------ | ----- |
| 1     | Республика Корея | 7      | 3       | 4      | 14    |
| 2     | Канада           | 2      | 4       | 2      | 8     |
| 3     | США              | 1      | 0       | 3      | 4     |
| 4     | Италия           | 0      | 2       | 0      | 2     |
| 5     | Китай            | 0      | 1       | 1      | 2     |

## Медалисты
За первое место в дисциплине начислялось 34 очка, за второе — 21 очко, за третье — 13 очков, за четвёртое — 8 очков, за пятое — 5 очков, за шестое — 3 очка, за седьмое — 2 очка и за восьмое — 1 очко; очки начислялись лишь спортсменам, принявшим участие в финальных соревнованиях по соответствующей дисциплине. В суперфинале на дистанции 3000 м лидирующие после первого километра спортсмены получали 5 дополнительных очков. Затем очки складывались, и так определялся победитель в многоборье; эстафеты для определения победителей в многоборье не учитывались.

### Мужчины
| Дисциплина | Золото                                                                                | Серебро                                                                      | Бронза                                                                                   |
| ---------- | ------------------------------------------------------------------------------------- | ---------------------------------------------------------------------------- | ---------------------------------------------------------------------------------------- |
| Многоборье | Ан Хён Су Республика Корея                                                            | Шарль Амлен Канада                                                           | Аполо Антон Оно США                                                                      |
| 500 м      | Шарль Амлен Канада                                                                    | Франсуа-Луи Трамбле Канада                                                   | Ан Хён Су Республика Корея                                                               |
| 1000 м     | Ан Хён Су Республика Корея                                                            | Шарль Амлен Канада                                                           | Аполо Антон Оно США                                                                      |
| 1500 м     | Аполо Антон Оно США                                                                   | Никола Родигари Италия                                                       | Ан Хён Су Республика Корея                                                               |
| 3000 м     | Сон Гён Тхэк Республика Корея                                                         | Ан Хён Су Республика Корея                                                   | Аполо Антон Оно США                                                                      |
| Эстафета   | Республика Корея · Сон Си Бэк · Ким Хён Гон · Сон Гён Тхэк · Ан Хён Су · Ким Бён Джун | Канада · Шарль Амлен · Оливье Жан · Франсуа-Луи Трамбле · Жан-Франсуа Монетт | США · Аполо Антон Оно · Джордан Мэлоун · Трэвис Джейнер · Райан Бедфорд · Энтони Лобелло |

### Женщины
| Дисциплина | Золото                                                                              | Серебро                                                           | Бронза                                                                                |
| ---------- | ----------------------------------------------------------------------------------- | ----------------------------------------------------------------- | ------------------------------------------------------------------------------------- |
| Многоборье | Чин Сон Ю Республика Корея                                                          | Чон Ын Джу Республика Корея                                       | Калина Роберж Канада                                                                  |
| 500 м      | Калина Роберж Канада                                                                | Арианна Фонтана Италия                                            | Чон Ын Джу Республика Корея                                                           |
| 1000 м     | Чин Сон Ю Республика Корея                                                          | Чон Ын Джу Республика Корея                                       | Чжоу Ян Китай                                                                         |
| 1500 м     | Чон Ын Джу Республика Корея                                                         | Чин Сон Ю Республика Корея                                        | Пён Чхон Са Республика Корея                                                          |
| 3000 м     | Чин Сон Ю Республика Корея                                                          | Чон Ын Джу Республика Корея                                       | Чжоу Ян Китай                                                                         |
| Эстафета   | Республика Корея · Чон Ын Джу · Чин Сон Ю · Пён Чхон Са · Ким Мин Джун · Чон Джи Су | Китай · Чжу Милэй · Чжоу Ян · Фу Тяньюй · Чэн Сяолэй · Мэн Сяосюэ | Канада · Анна Мальте · Аманда Оверленд · Калина Роберж · Анник Пламондон · Нита Аврит |